# イラン進駐 (1941年)
第二次世界大戦中のイラン進駐（イランしんちゅう）は、1941年8月25日から9月17日まで行われた、イギリスとソビエト連邦によるイランへの侵攻作戦である。作戦名はカウンタナンス作戦（Operation Countenance、「顔色作戦」の意味）と呼ばれる。この侵攻作戦の目的は、イギリスの油田の安全確保と東部戦線でナチス・ドイツと戦っているソビエト連邦に対する補給線の確保である（ペルシア回廊を参照）。

## 背景
第二次世界大戦前のイランはイギリスのアングロ・イラニアン石油会社（AIOC）がその石油生産の権限をほとんど握っており、一方的に価格を決定する状況となっていた。イランはイギリス領インドとソビエト連邦に挟まれる位置に存在しており、その両者に対抗する第三国に接近した。イラン皇帝レザー・シャー（Reza Shah Pahlavi）は、最初はアメリカ合衆国に接近するが限定的な関係しか持てず、その後ナチス・ドイツに接近する。1941年6月のドイツのソビエト侵攻により、イギリスとソビエト連邦が連合国となった。これにより、イランは連合国にとって非常に重要な拠点となった。
アーバーダーンの油田は1940年で800万トンを産出し、連合国の戦争遂行に極めて重要なものであり、それがナチスの手に落ちることをイギリスは恐れた。また、ソビエトにとってもコーカサス地方に隣接するイランは戦略的に重要な拠点であった。
1941年当時、ドイツ軍は順調にソビエト領内を進軍しており、連合国にとって、アメリカ合衆国が制定したレンドリース法による武器貸与をソビエトへ行う方法は非常に限られていた。ソビエトの北極海に面した港であるアルハンゲリスクやムルマンスクへの輸送は、それらの港が不凍港であっても、大量の流氷や沿岸の氷結が物資の輸送を困難にし、またUボートによる群狼作戦をはじめ通商破壊による損失も無視できなかった。そのため、南方のイラン経由での鉄道輸送は、これらの問題を解決してペルシャ湾経由の輸送ルートとしては非常に適しているものであった。イギリスとソビエト連邦の二カ国は、イランとシャーに圧力をかけていたが、これはむしろ緊張を高め、首都テヘランでは親ドイツの暴動を引き起こした。そのため、レザー・シャーはイラン国内に居住するドイツ人の追放を拒否し、連合国による鉄道利用を認めなかった。イラン側のこの反応は連合国に武力行使を決意させることとなり、1941年8月25日にイギリスとソ連はイランへの侵攻を開始した。

## 侵攻
この侵攻は、迅速かつ容易に行なわれた。南からイギリス軍イラク司令部（イラク軍団として知られている）、これは、6日後にイラン・イラク司令部（パイ軍団）と改名されるが、エドワード・クイナン中将の指揮下で前進した。パイ軍団は、第8インド歩兵師団と第10インド歩兵師団、第2機甲旅団、第9機甲旅団、第21インド歩兵旅団より構成されていた。ソビエト軍は北より、ドミトリー・コズロフ中将指揮下のザカフカース戦線の第44軍、第47軍、第53軍が侵攻した。航空戦力と海上戦力も戦いに参加した。ペルシア軍は9個師団を動員した。レザー・シャーは大西洋憲章の元、アメリカ合衆国大統領のフランクリン・D・ルーズベルトに訴えた。
「閣下が何度もおっしゃっていた、国際的な正義と自由に対する人々の権利を守る必要があると言うご意見に基づいて・・。私は、これらの攻撃的な行為を停止するための、有効で緊急の人道的処置を取っていただけるように閣下にお願いいたします。この事件は、平和を維持し、国内の改革を行なうこと以外にやることの無い、平和で穏やかな国に、戦いを引き起こしました」 ― 8月25日の手紙。
しかし、以下に示すルーズベルトからの返答により、シャーの国をアメリカ合衆国大統領が救済する気が無いことから、嘆願は失敗に終わった。
「この問題を全体的に見れば、皇帝陛下が直面している重大な問題のみではなく、ヒトラーの世界征服の野望による基本的な問題と考えられます。ドイツによる征服の動きは、軍事力で止めない限り、ヨーロッパからアジア、アフリカそしてアメリカへも広がっていくのは確実です。独立を維持しておきたいという国は、もし自分たちがヨーロッパの多数の国に生じたように、1国1国侵略されないとしても、大きな視野での努力を行なうべきというのは明確であります。周知のように、この真実を認めることによって、アメリカ合衆国の政府と国民は、可能な限り迅速に合衆国の防衛を確立するのみでなく、ドイツの世界征服の野望に対抗する行動を行なう国々を具体的に援助するという非常に広範囲な計画を始めました」
ルーズベルトは「イギリスもしくはソビエト政府が、イランの独立や領土に何の意図も持たないというイラン政府への声明」によりシャーを安心させた。しかし、後にソビエトは北部で州の独立主義者の支援を行ない、その一方で、アメリカと英国は1953年のイラン石油国有化運動の間に、民主主義的に選ばれたイランのモハンマド・モサッデグ首相の転覆を支援した。
戦いは8月25日の夜明けに、イギリス海軍ショアハム級スループ「ショアハム」 (HMS Shoreham) がアーバーダーン港を攻撃することで始まった。アーバーダーンに停泊していたイラン海軍のバブル級砲艦「パラング (Palang)」はショアハムによって撃沈され、残った船は破壊されるか鹵獲された。抵抗を準備する時間も無く、アーバーダーンの石油産出施設は、事前に移動していたバスラからシャットゥルアラブ川を下ってきた艦艇（武装ヨット 「シーベル (Seabelle)」など）から上陸してきた2個大隊によりその日のうちにイギリスの手に落ちた。小部隊が武装商船カニンブラ (HMAS Kanimbla) から、石油生産設備と港を保護するために、バンダレ・シャープールに上陸した。イギリス空軍は空軍基地と通信施設を攻撃した。また、オーストラリアのスループ「ヤラ (HMAS Yarra)」 がホラムシャハル (Khorramshahr) のイラン海軍基地を攻撃し、イランのバブル級砲艦「バブル (Babr)」を沈めた。バスラからイギリスとインドの部隊は、ガスレ・シェイフ(8月25日に占領)へ前進し、シャーが戦闘の終結を命令した8月28日までに、アフヴァーズ (Ahwaz) に到達した。イギリスとインドの8個大隊はウィリアム・スリム少将 (William Slim) の指揮下で、ハナーキーン（バグダードの100マイル北東で、バスラから300マイル）から、ナフテ・シャー油田を通り、ケルマーンシャーとハマダーンへ抜けるパーイェ・ターフ渓谷に向かって前進した。防衛部隊が夜に撤退した後、パーイェ・ターフは8月27日に占領された。8月29日のケルマーンシャーに対する攻撃は計画されたものの、防御部隊が降伏文書の締結を行うことを要求したため、中止された。
ソビエト軍は北から侵入し、マークーに向かって前進した。マークーは爆撃により防衛を破壊された。同様にカスピ海の沿岸バンダレ・パフラヴィーにソビエト軍が上陸した。この時ソビエト海軍は、同士討ちを行うという事件が発生した。海軍の作戦で、2隻のイラン軍の軍艦が沈み、砲艦4隻がイギリス海軍により鹵獲された。6人のペルシア人の兵士は銃殺され、イギリス軍とインド軍の損害は死者22人、負傷者42人であった。
イランの抵抗も虚しく、ソビエトとイギリスの戦車と歩兵は瞬く間にイラン軍を無力化した。イギリス軍とソビエト軍は、8月30日にセンナ（Senna、ハマダーンの100マイル西）と、8月31日にガズヴィーン（テヘランの100マイル西でハマダーンの北東200マイル）で遭遇した。イランは敗北し、油田は略奪され、価値あるイラン縦貫鉄道は連合国の手に落ちた。輸送手段の欠如により、イギリス軍はハマダーンとアフヴァーズの先に軍を進めないことに決めた。その間、イラン新首相モハンマド・アリー・フォルギーは、ドイツの大使とその人員がテヘランを去り、ドイツとイタリアとハンガリーとルーマニアの大使館は閉鎖し、残ったドイツ国民は、イギリスとソビエトの当局に引き渡されることに同意した。
レザー・シャーは9月16日息子のモハンマド・レザー・シャーに帝位を譲り退位した。レザー・シャーは南アフリカに亡命した（1944年に死亡）。その翌日、イギリス軍とソビエト軍の部隊がテヘランに入城した。
イランは戦争中ソビエトとイギリスにより分割されていたが、ソビエト軍とイギリス軍は、ドイツの外交官と協議した後、10月17日にテヘランから撤収した。

## 戦後
この重要な補給路により、ペルシア回廊はソビエト連邦へ大量の補給物資を供給（軍需物資を500万トン以上）したのみならず、中近東のイギリス軍にも物資を供給した。1942年1月、新しいシャーはイギリスならびにソビエト連邦と三国間条約に署名し、イランは条約により戦争で必要な非軍事的な援助を連合国へ提供した。イランの指導者は信用していなかったが、条約の第5条は連合軍のイラン撤収を「休戦後6ヶ月以内」とした。1943年9月、イランはドイツに対して宣戦布告を行い、連合国の一員となった。その年の11月、テヘラン会談において、フランクリン・Ｄ・ルーズベルト大統領、ウィンストン・チャーチル首相、ヨシフ・スターリン書記長はイランの独立と領圏への彼らの関与を再確認し、経済援助をイランへ広げる意思を示した。
終戦時、イギリス軍は撤収した。一方、ソビエト軍はイラン北西部からの撤兵を拒んだのみならず、1945年末にイラン領アゼルバイジャンのアゼルバイジャン国民政府とクルド人民共和国という親ソビエト国家設立の反乱を支援した。北西部のソビエト傀儡政権は非常に短命に終わり、1946年5月、両国とソビエト連邦で石油採掘契約が締結され、後にソビエト連邦軍が撤兵すると両共和国はすぐに倒され、石油採掘権は取り消された。